# Franciszek Fronczyk
Franciszek Fronczyk (Tarnów, 1912 – 1986. május 23.) lengyel nemzetközi labdarúgó-játékvezető.

## Pályafutása

### Nemzeti játékvezetés
Nemzeti labdarúgó-szövetségének megfelelő játékvezető bizottsága minősítése alapján lett az 1. Liga játékvezetője. Küldési gyakorlat szerint rendszeres partbírói szolgálatot végzett. Sportpályafutása alatt ingázott az I. Liga és a II. Liga között. Az aktív nemzeti játékvezetéstől 1963-ban vonult vissza.

### Nemzetközi játékvezetés
A Lengyel labdarúgó-szövetség Játékvezető Bizottsága (JB) terjesztette fel nemzetközi játékvezetőnek, a Nemzetközi Labdarúgó-szövetség (FIFA) 1951-től tartotta nyilván bírói keretében. Több nemzetek közötti válogatott és klubmérkőzést vezetett, vagy működő társának partbíróként segített. Az aktív nemzetközi játékvezetéstől 1959-ben búcsúzott. Válogatott mérkőzéseinek száma: 3.

#### Olimpiai játékok
Az 1952. évi nyári olimpiai játékok labdarúgó tornáját, ahol a FIFA JB partbírói szolgálatra alkalmazta. A kor elvárása szerint az egyes számú partbíró játékvezetői sérülésnél átvette a mérkőzés vezetését. Partbíróként egy mérkőzésre 2. pozícióban kapott küldést.
| Időpont          | Helyszín                      | Mérkőzés típusa   | Mérkőzés      | Játékvezető  | Eredmény | Nézők száma |
| ---------------- | ----------------------------- | ----------------- | ------------- | ------------ | -------- | ----------- |
| 1952. július 24. | Pallokenttä Stadion, Helsinki | egyik negyeddöntő | NSZK–Brazília | Arthur Ellis | 4 – 2    | 11 451      |

## Statisztika

### Nemzetközi válogatott mérkőzései
| #  | Dátum             | Helyszín                       | Hazai         | Eredmény | Vendég       | Kiírás     | Gólok | Esemény |
| -- | ----------------- | ------------------------------ | ------------- | -------- | ------------ | ---------- | ----- | ------- |
| 1. | 1951. október 14. | Vitkovice                      | Csehszlovákia | 1 – 2    | Magyarország | barátságos | -     |         |
| 2. | 1952. október 26. | Bukarest, Köztársasági stadion | Románia       | 3 – 1    | NDK          | barátságos | -     |         |
| 3. | 1956. október 28. | Varsó, Stadion Dziesięciolecia | Lengyelország | 5 – 3    | Norvégia     | barátságos | -     |         |
|    | Összesen          |                                |               | 3        | mérkőzés     |            |       |         |